# Maesaipsyche stengeli
Maesaipsyche stengeli är en nattsländeart som beskrevs av Malicky 1997. Maesaipsyche stengeli ingår i släktet Maesaipsyche och familjen ryssjenattsländor. Inga underarter finns listade i Catalogue of Life.